# Ali Yücel
Ali Yücel (* 1930 in Gürcü, Tokat; † 17. März 1981) war ein türkischer Ringer. Er war Welt- und Europameister im freien Stil im Fliegengewicht.

## Werdegang
Ali Yücel begann als Jugendlicher mit dem Ringen. Er entwickelte sich zu einem hervorragenden Ringer in beiden Stilarten, der in der türkischen Nationalmannschaft von Nuri Boytorun den letzten Schliff erhielt. 1949 erfolgte sein erster Start bei einer internationalen Meisterschaft, der Europameisterschaft in Istanbul. In Istanbul gelangen Ali vier Siege, davon u. a. einer über den Olympiasieger von 1948 Lennart Viitala aus Finnland. Der Gewinn des Europameistertitels war der Lohn.
1950 startete Ali auch bei der Weltmeisterschaft im griechisch-römischen Stil in Stockholm. Er bewies dabei, dass er auch diesen Stil beherrscht, denn er wurde Vizeweltmeister. Im Endkampf unterlag er dem Schweden Bengt Johansson knapp nach Punkten.
Weltmeister wurde Ali dann bei der Weltmeisterschaft 1951 in Helsinki, die wieder im freien Stil ausgetragen wurde. Dabei besiegte Ali seine härtesten Konkurrenten Bengt Johansson und Mahmoud Mollaghasemi aus dem Iran sicher nach Punkten.
Für die Olympischen Spiele 1952 in Helsinki wurde Ali Yücel nach Differenzen mit dem türkischen Ringerverband nicht nominiert. Er beendete daraufhin mit 21 Jahren seine Ringerlaufbahn, die eigentlich erst begonnen hatte.

## Internationale Erfolge
(WM = Weltmeisterschaft, EM = Europameisterschaft, F = freier Stil, GR = griech.-röm. Stil, Fl = Fliegengewicht, damals bis 52 kg Körpergewicht)
- 1949, 1. Platz, EM in Istanbul, F, Fl, mit Siegen über Mansoor Raissi, Iran, Mohamed El Ward, Ägypten, Lennart Viitala, Finnland u. Bengt Johansson, Schweden;

- 1950, 2. Platz, WM in Stockholm, GR, Fl, mit Siegen über Eugen Kronewetter, Tschechoslowakei, Edmond Faure, Frankreich u. Borivoje Vukov, Jugoslawien u. Niederlagen gegen Mohamed El Ward u. Bengt Johansson;

- 1951, 1. Platz, WM in Helsinki, F, Fl, mit Siegen über Maurice Mewis, Belgien, Robert Petersen, Dänemark, Bengt Johansson u. Mahmoud Mollaghasemi, Iran